# 维克托·阿文达尼奥
维克托·阿文达尼奥（西班牙語：Víctor Avendaño，1907年6月5日—1984年7月1日），阿根廷男子拳击运动员。他曾代表阿根廷参加1928年夏季奥林匹克运动会拳击比赛，获得男子轻重量级金牌。